# Függőleges hajítás

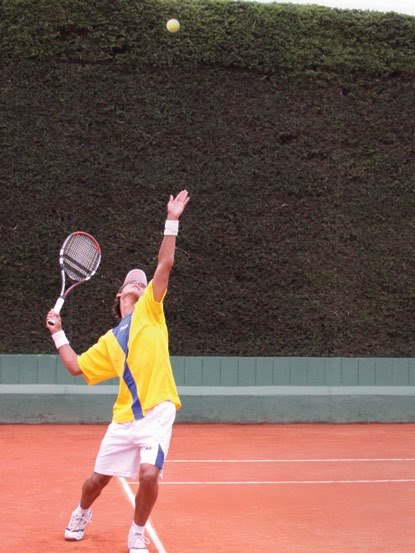
A szerváláskor feldobott teniszlabda mozgása (megközelítőleg) függőleges hajítás

Hajításnak nevezzük az olyan mozgást, amelynél a Föld (vagy valamely más égitest) felszínének közelében leeső pontszerű testnek van kezdősebessége.
A függőleges hajítás kezdősebessége függőleges.  A test ilyenkor egyrészt egyenes vonalú egyenletes mozgást végez a kezdősebességtől függően felfelé vagy lefelé, másrészt egyenes vonalú egyenletesen változó mozgással esik lefelé.. E két mozgás összege egy függőleges pályán végbemenő, egyenes vonalú egyenletesen változó mozgás lesz.

## A függőleges hajítás kinematikai jellemzői

A kezdősebesség függőleges hajításnál

Az elmozdulás függőleges hajításnál

A mozgás leírásához vegyünk fel egy koordináta-rendszert úgy, hogy az origó a test kiindulási (t = 0-hoz tartozó) helyzeténél legyen és az X tengely függőlegesen felfelé mutasson! Mivel a g nehézségi gyorsulás is függőleges, ezért a test végig az X tengely mentén mozog, azaz az Y és a Z koordináta folyamatosan nulla marad. (Emiatt az Y és a Z koordinátával, illetve a sebesség és a gyorsulás Y és a Z irányú összetevőjével nem foglalkozunk.)

### Gyorsulás
A g nehézségi gyorsulás negatív irányba mutat, ennek megfelelően a gyorsulás X koordinátája:
{\displaystyle a_{x}=-g}

### Sebesség
A test függőlegesen g gyorsulással olyan egyenes vonalú egyenletesen változó mozgást végez, melynek kezdősebessége
v0. Ezt felhasználva a sebesség X koordinátája:
{\displaystyle v_{x}=v_{0}-g\cdot t\qquad \qquad \qquad \qquad \ (1)}
A képletben a kezdősebesség irányától függően a v0 értéke lefelé történő hajításnál negatív, felfelé hajításnál pedig pozitív.

### Elmozdulás
Az egyenes vonalú egyenletesen változó mozgásra vonatkozó összefüggésekből meghatározható az elmozdulás X koordinátája:
{\displaystyle x=v_{0}\cdot t-{g \over 2}\cdot {t^{2}}\qquad \qquad \qquad \quad (2)}
Az előző képlethez hasonlóan a v0 értéke lefelé történő hajításnál itt is negatív, felfelé hajításnál pedig pozitív.

## Függőleges hajítás felfelé
Felfelé történő hajításnál a test először emelkedik, majd a maximális magasság elérése után mindaddig süllyed, amíg el nem éri a talajt (vagy bele nem ütközik valamibe). Ha a talaj nem vízszintes, akkor előfordulhat, hogy a test a kiindulási szint alá kerül, azaz az X koordinátája negatívvá válik.

Az emelkedés magassága és a visszatérési sebesség függőleges hajításnál

A hajítás magassága a kiindulási pont és a pálya tetőpontja közti h szintkülönbség. A test emelkedése addig tart, amíg a sebesség 0 nem lesz. Ha az emelkedés időtartamát te jelöli, akkor a (1) alapján:
{\displaystyle 0=v_{0}-g\cdot t_{\mathrm {e} }}
Ebből az emelkedés időtartama:
{\displaystyle t_{\mathrm {e} }={v_{0} \over g}}
Ezt az (2) egyenletbe helyettesítve a hajítás magassága:
{\displaystyle h={v_{0}^{2} \over {2\cdot g}}}
A visszaérkezés időtartama az a tv időtartam, amely alatt test újra visszaér a kiindulási pontba (x = 0). Az elmozdulásra vonatkozó (2) összefüggés alapján:
{\displaystyle 0=v_{0}\cdot t_{\mathrm {v} }-{g \over 2}\cdot {t_{\mathrm {v} }^{2}}}
Ebből a visszaérkezés időtartama:
{\displaystyle t_{\mathrm {v} }={2\cdot v_{0} \over g}}
A visszaérkezés sebessége az a vv sebesség, amellyel a test visszaérkezik a kiindulási szintre. A visszaérkezés időtartamára előzőleg kapott kifejezést az (1) egyenletbe helyettesítve a visszaérkezés sebessége:
{\displaystyle v_{\mathrm {v} }=-v_{0}}
Eszerint a visszaérkező test sebessége ugyanakkora, mint a kezdősebesség, de azzal ellentétes irányú. (Mindez összhangban van a mechanikai energia megmaradásának elvével.)

## Függőleges hajítás lefelé
Lefelé történő hajításnál a test mindaddig süllyed, amíg el nem éri a talajt (vagy bele nem ütközik valamibe). A mozgás során a test végig a kiindulási szint alatt van, ezért az X koordinátája mindvégig negatív.

A leérkezési idő és a leérkezési sebesség függőlegesen lefelé történő hajításnál

A leérkezési idő az a tl időtartam, amely alatt a test leérkezik a  talajra. Ha az indulási pont h magasságban van a talaj felett, akkor a talajra érkezéskor x = –h, így a (2) alapján:
{\displaystyle -h=v_{0}\cdot t_{\mathrm {l} }-{g \over 2}\cdot {t_{\mathrm {l} }^{2}}}
Ennek a másodfokú egyenletnek egyetlen pozitív megoldása  van, így a leérkezési idő:
{\displaystyle t_{\mathrm {l} }={v_{0}+{\sqrt {v_{0}^{2}+2\cdot g\cdot h}} \over g}}
A leérkezés sebessége az a vl sebesség, amellyel a talaj felett h magasságban levő pontból ledobott test eléri a talajt. A leérkezési időre előzőleg kapott kifejezést az (1) egyenletbe helyettesítve a leérkezés sebessége:
{\displaystyle v_{\mathrm {l} }=-{\sqrt {v_{0}^{2}+2\cdot g\cdot h}}}
A negatív előjel arra utal, hogy a test sebessége az X tengely irányával ellentétes.

## A közegellenállás és egyéb tényezők szerepe

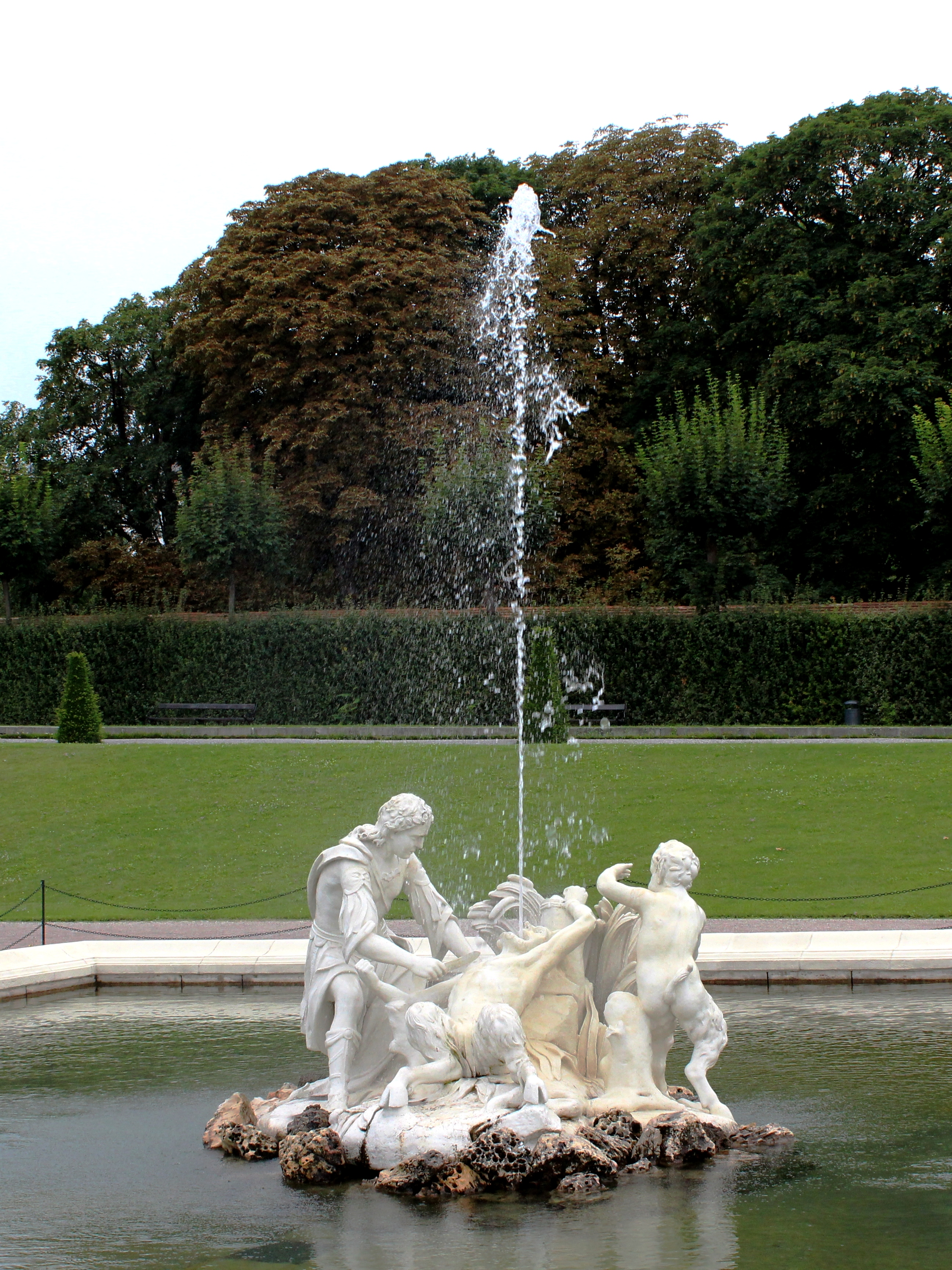
Egyes szökőkutaknál a vízcseppek mozgása függőleges hajítás

Mivel a gyakorlatban az elhajított (kilőtt) test nem pontszerű, így további tényezők is befolyásolják a mozgást. Ezek közül a legjelentősebb a közegellenállás (légellenállás). A közegellenállási erő nagysága függ a test sebességre merőleges keresztmetszetétől, a test sebességének nagyságától, a levegő sűrűségétől és a test alakjától is.
A nyugvó levegő a mozgás során folyamatosan fékezi a testet, ezért annak sebessége mindig kisebb, mint az (1) alapján számított értékek. Ennek következtében az elmozdulás is eltér a (2) alapján számított értéktől. Emiatt a felfelé hajításnál a hajítás magassága és a visszaérkezés sebessége is kisebb, mint az előzőkben kiszámított értékek. A lefelé történő hajításnál a leérkezési sebesség szintén kisebb a fentiekben megadott értéknél.
A szél hatása ugyancsak közegellenállásnak tekinthető, amely egyrészt letéríti a függőleges pályáról a testet, másrészt folyamatosan növeli a sebesség vízszintes összetevőjét.
A test alakja a közegellenállás miatt befolyásolja az elhajított test mozgását. Mindez jól megfigyelhető például a vízbe függőlegesen, élével beleejtett pénzérméknél, melyek a vízben ide-oda himbálózva jutnak le az edény aljára. (A vízben ható közegellenállás nagyobb, mint levegőben, ezért a jelenség jobban megfigyelhető.)
A forgó testek gázokban vagy folyadékban történő mozgását a Magnus-effektus is befolyásolja. Erre vezethető vissza, hogy a huzagolt csövű lőfegyverekből kilőtt lövedékek forgó mozgásuk miatt a sebességre merőleges irányba eltérnek.
Nagy magasságokba történő hajításkor számolni kell azzal is, hogy a nehézségi gyorsulás a Föld középpontjától távolodva egyre kisebb lesz. Mindez felfelé hajításnál például növeli a hajítás magasságát, lefelé történő hajításnál pedig csökkenti a leérkezési sebességet.
Más égitesteken a nehézségi gyorsulás többnyire eltér a Földön mért értéktől. Például a meteorbecsapódások vagy vulkánkitörések következtében kidobott törmelék magasabbra repülhet egy olyan égitesten, ahol a nehézségi gyorsulás a földi értéknél kisebb.